# Andrea Viotti
Andrea Viotti (Roma, 16 marzo 1947) è un costumista, scenografo e saggista italiano.

## Biografia
Nato a Roma si forma all'Accademia di Belle Arti della sua città. Giovanissimo intraprende la carriera di costumista, entrando prima nella Sartoria Tirelli, in cui apprenderà i primi rudimenti del mestiere, per passare poi ad Anna Mode.
Per circa otto anni alternerà il lavoro presso le sartorie collaborando, come assistente, con costumisti quali Piero Tosi, Gabriella Pescucci, Eugenio Guglielminetti, Pier Luigi Pizzi, Maurizio Monteverde, Piero Cigoletti, Marilù Alianello e Sylvano Bussotti.
Nel 1973 firmerà il suo primo TV movie: LENIN (regia P. Nelli), cui seguiranno sempre per la RAI ulteriori collaborazioni alternate a film per il cinema.
Nel 1979 l'incontro con Gabriele Lavia, con il quale avrà una collaborazione ultra trentennale, lo trascinerà definitivamente nel mondo teatrale. Oltre a Gabriele Lavia collaborerà con Luigi Squarzina, Luca Barbareschi, Matteo Tarasco, Franco Però ed altri.
Dal 1990 si dedica allo sviluppo di una scenografia "strutturale ad impianto fisso" che lo porta ad una lunga collaborazione con Gardaland ed alla progettazione del Teatro Sala Tripcovich (Teatro Verdi) di Trieste.
Giovanissimo si dedica allo studio del costume civile e militare alternando pubblicazioni e saggi alla sua attività teatrale. Cultore e studioso di Storia militare, ha collaborato con l'Ufficio Storico dell'Esercito, dell'Aeronautica e della Guardia di Finanza.
Dal 2007 insegna all'Accademia di Costume e Moda di Roma.

## Teatrografia parziale
- I pilastri della società (Henrik Ibsen), regia di Gabriele Lavia (2013)
- Lo straniero (Albert Camus), regia di Franco Però (2013)
- Tutto per bene (Luigi Pirandello), regia di Gabriele Lavia (2012)
- La trappola (da Luigi Pirandello), regia di Gabriele Lavia (2012)
- Il discorso del re (The King's Speech), (David Seidler), regia di Luca Barbareschi (2012)
- I masnadieri (Die Räuber), (Friedrich Schiller), regia di Gabriele Lavia (2011)
- Il malato immaginario (Le Malade imaginaire), (Molière), regia di Gabriele Lavia (2011)
- L'uomo prudente (Goldoni), regia di Franco Però (2010) - scene e costumi
- Macbeth (W. Shakespeare), regia di Gabriele Lavia (2009)
- Le nozze di Figaro (Le Mariage de Figaro),(De Beaumarchais), regia di Matteo Tarasco (2007) - scene e costumi
- Misura per misura (W. Shakespeare), regia di Gabriele Lavia (2007)
- Molto rumore per nulla (W. Shakespeare), regia di Gabriele Lavia (2007)
- Il Sogno del principe di Salina l'ultimo Gattopardo, Adattamento e regia di A. Battistini (2006)
- Se questo è un uomo (Arrigo Levi), regia di Franco Però (2006) - scene e costumi
- Memorie dal sottosuolo (F. Dostoevskij), Adattamento e regia di Gabriele Lavia (2006)
- Tutto in una notte (Grébillon Fils), Adattamento e regia di Matteo Tarasco (2006)
- La bisbetica domata (W. Shakespeare), regia di Matteo Tarasco (2005)
- La forma delle cose (Alee), regia di M. Cotugno (2005)
- Chi ha paura di Virginia Woolf? (Albee), regia di Gabriele Lavia (2005)
- Un Personne et Cent Mille (Pirandello), regia di Franco Però (2004)
- Il piccolo portinaio, regia di Walter Manfrè (2004)
- Oreste (Euripide), regia di Walter Manfré (2004)
- La giara (Pirandello) (laboratorio Accademia d'Arte Drammatica della Calabria), regia di Walter Manfré (2004)
- L'Entrangé (Albert Camus), regia di Franco Però (2003)
- L'avaro (Moliere), regia di Gabriele Lavia (2003)
- Il viaggio di Oreste (laboratorio Accademia d'Arte Drammatica della Calabria), Adattamento e regia di Franco Però (2003)
- Edipo re (Sofocle), regia di Gabriele Lavia (2000)
- Il misantropo (Moliere), regia di Gabriele Lavia (2000)
- Sogno di una notte di mezza estate (laboratorio Accademia d'Arte Drammatica della Calabria), Adattamento e regia di S. Marcuzzi (2000)
- Una donna mite (F. Dostoevskij), regia di Gabriele Lavia (1999)
- Lo straniero (Albert Camus), regia di Franco Però (1999)
- La frontiera (Leopoldo Trieste), regia di Franco Però (1999)
- Giovanna d'Arco (L. Fontana), regia di Walter Le Moli (1998)
- Non si sa come (Luigi Pirandello), regia di Gabriele Lavia (1998)
- Viaggio con la zia, regia di R. Gastaldi (1998)
- Commedia senza titolo, (Anton Cechov), regia di Gabriele Lavia (1997)
- Riccardo II, regia di (W. Shakespeare), regia di Gabriele Lavia (1996)
- Bambola spezzata (Moureen O'Brien), regia di Franco Però (1996)
- Sangue (L. Noren), regia di Franco Però (1997)
- Edipo Re (Sofocle), regia di Gabriele Lavia (1989)
- Lord Byron prova la rivolta ( M. R. Cimnaghi), regia di Luigi Squarzina (1989)
- Tutto per bene (Luigi Pirandello), regia di Luigi Squarzina (1988)
- Singoli (Enzo Siciliano), regia di Franco Però (1988)
- Dominò, regia di Luigi Squarzina (1988)
- Macbeth, (W. Shakespeare), regia di Gabriele Lavia (1987)
- La cameriera della signora, (K. Mansfielde), regia di Gabriele Lavia (1986)
- Il barone Bagge (Italo Alighiero Chiusano), regia di C. Frosi (1985)
- Miele selvatico (M. Frayn), regia di Gabriele Lavia (1985)
- Il diavolo e il buon Dio (J. P. Sartre), regia di Gabriele Lavia (1985)
- La donna vendicativa (Carlo Goldoni), regia di Gabriele Lavia (1984)
- Amleto (W. Shakespeare), regia di Gabriele Lavia (1984)
- L'aquila a due teste (Jean Cocteau), regia di Gabriele Lavia (1984)
- Uomini e Topi (John Steinbeck), regia di Luca Barbareschi (1983)
- Tito Andronico (W. Shakespeare), regia di Gabriele Lavia (1983)
- Delitto e delitto (August Strindberg), regia di Gabriele Lavia (1983)
- Don Carlos (Friedrich Schiller), regia di Gabriele Lavia (1983)
- American Buffalo (David Mammeth), regia di Franco Però (1983)
- Non si sa come (Luigi Pirandello), regia di Gabriele Lavia (1982)
- Il principe di Homburg (Heinrich Von Kleist), regia di Gabriele Lavia (1982)
- Il sogno di un uomo ridicolo (Dostoievskij), regia di Gabriele Lavia (1982)
- Molto rumore per nulla (W. Shakespeare), regia di Augusto Zucchi (1982)
- Il malato immaginario (Molière), regia di Gabriele Lavia (1981)
- Amleto (W. Shakespeare), regia di Gabriele Lavia (1981)
- Il sogno di un uomo ridicolo (Dostoievskij), regia di Gabriele Lavia (1981)
- I masnadieri (F. Schiller), regia di Gabriele Lavia (1981)
- Servo di scena (R. Harwood), regia di Gabriele Lavia (1980)
- Il divorzio (Vittorio Alfieri), regia di Gabriele Lavia (1980)
- Anfitrione (Heinrich Von Kleist), regia di Gabriele Lavia (1979)

## Filmografia parziale
- Ti ho cercata in tutti i necrologi, regia di Giancarlo Giannini (2013)
- Quale amore, regia di Maurizio Sciarra (2006)
- Mathilde, regia di N. Mimica (2004), (ha curato solo le uniformi)
- El Alamein - La linea del fuoco, regia di Enzo Monteleone (2002)
- Alla rivoluzione sulla due cavalli, regia di Maurizio Sciarra (2001)
- Il diario di Matilde Manzoni, regia di Lino Capolicchio (2001)
- Ormai è fatta!, regia di Enzo Monteleone (1999)
- La stanza dello scirocco, regia di Maurizio Sciarra (1998)
- I soliti ignoti vent'anni dopo, regia di Amanzio Todini (1986)
- Il principe di Homburg, regia di Gabriele Lavia (1984)
- Sbamm!, regia di Francesco Abussi (1979)
- La ragazza alla pari, regia di Mino Guerrini (1978)
- La svastica nel ventre, regia di Mario Caiano (1978)

## Opera
- Attila (Giuseppe Verdi), San Francisco Opera (San Francisco), regia di Gabriele Lavia (2012)
- Don Giovanni (Mozart), San Francisco Opera(San Francisco), regia di Gabriele Lavia (2011)
- Salomè (Strauss), Teatro Comunale di Bologna regia di Gabriele Lavia (2010)
- Così fan tutte (Mozart), Suntory Hall (Tokio), regia di Gabriele Lavia (2010)
- Giovanna d'Arco, (Giuseppe Verdi), Teatro Regio di Parma, regia di Gabriele Lavia (2008)
- Le nozze di Figaro (Giuseppe Verdi), Suntory Hall (Tokio), regia di Gabriele Lavia (2008)
- Lohengrin (R. Wagner), Teatro Regio di Parma, regia di Franco Però (2000)
- Elisir d'amore (Donizetti), Teatro Sala Tripcovih (Trieste), regia di Mario Licalsi (1995)
- Maria Stuarda (Donizetti), Teatro Romolo Valli (Reggio Emilia), regia di Gisella Gobbi (1990)
- Il tabarro (Giacomo Puccini), Teatro La Fenice (Venezia), regia di Franco Però (1987)
- La vida breve (Manuel de Falla), Teatro La Fenice (Venezia), regia di Franco Però (1987)
- Erwartung (Arnald Schöberg), Teatro La Fenice (Venezia), regia di Franco Però (1987)
- I masnadieri (Giuseppe Verdi), Teatro Giuseppe Verdi (Pisa), regia di Gabriele Lavia (1986)
- I Lombardi alla prima crociata (Giuseppe Verdi), Teatro alla Scala, regia di Gabriele Lavia (1984)
- Les pelerins de la mecque(Cristoph Willibald Gluck), Teatro alla Scala, regia di Gabriele Lavia (1983)

## Televisione
- Pane e libertà - Film TV, regia di Alberto Negrin (2009), (ha curato solo le uniformi).
- Salvo D'Acquisto - Film TV, regia di Alberto Sironi (2003).
- Sospetti 2 - Serie Televisiva, regia di Gianni Lepre (2002–2003).
- Love and War in the Apennines - Film TV, regia di J. K. Harrison (2001).
- Uomo contro uomo - Film TV, regia di Sergio Sollima (1987).
- Mussolini: an Untold Story - Film TV, regia di William A. Graham (1985), (consulente Tecnico).
- Notti e nebbie - Film TV, regia di Marco Tullio Giordana (1984).
- Tamburi nella notte - Film TV, regia di Gabriele Lavia (1983).
- Ciro, Anna e Compagnia - Serie televisiva, regia di Mario Cajano (1981).
- Black Out - Entertainment, regia di Giancarlo Nicotra (1980).
- La sberla - Entertainment, regia di Giancarlo Nicotra (1978–1979).
- Lenin - Film TV, regia di Piero Nelli (1973).

## Pubblicazioni
- L'Uniforme grigio-verde nella prima guerra mondiale 1909-1918, Ufficio storico SME, Roma 1985.
- Uniforme e Distintivi dell'Esercito Italiano nella Seconda Guerra Mondiale 1940-1945, Ufficio storico SME,Roma 1988.
- L'Esercito borbonico dal 1815 al 1830 (in collaborazione con Piero Crociani e Giancarlo Boeri), Ufficio storico SME, Roma 1995.
- Aeronautica Italiana: Uniformi e Distintivi nella Seconda Guerra Mondiale 1939 -1945, Ufficio storico SMA, Roma 1989.
- Aeronautica Militare Italiana: Ordinamenti, Uniformi e Distintivi dal 1909 al 1985, Ufficio storico SMA, Roma 2012.
- Gli Albanesi nelle Forze Armate Italiane, 1939-1943 (in collaborazione con Piero Crociani), Ufficio storico SME, Roma 2001.
- Le uniformi e i distintivi del Corpo Truppe Volontarie italiane in Spagna 1936-1939 (in collaborazione con Stefano Ales) Ufficio storico SME, Roma 2004.
- Struttura, Uniformi e Distintivi dell'Esercito Italiano 1946-1970 (in collaborazione con Stefano Ales), Ufficio Storico SME, Roma 2007.
- Uniformi e Distintivi dell'Esercito Italiano fra le due Guerre. 1919-1937, Ufficio Storico SME, Roma 2009.
- Dalla Guardia Doganale alla Regia Guardia di Finanza, 1862-1908: struttura, uniformi e distintivi del Corpo della Guardia di Finanza, (in collaborazione con Stefano Ales, Museo della GdF, Roma 2011.
- L'età del grigio-verde 1909 - 1932. Struttura, uniformi e distintivi del Corpo della Guardia di Finanza, (in collaborazione con Stefano Ales, Museo della GdF, Roma 2013
- Struttura, Uniformi, Distintivi ed Insegne delle Truppe Coloniali Libiche 1912-1943, (in collaborazione con Stefano Ales e Piero Crociani, Museo della GdF, Roma 2012
- Le uniformi coloniali libiche, 1912-1942 (in collaborazione con Piero Crociani, La Roccia, Roma 1980.
- Le uniformi dell'A.O.I. Somalia, 1889-1941 (In collaborazione con Piero Crociani, La Roccia, Roma 1980.
- Caricat, tre secoli di storia dell'Arma di Cavalleria (di cui ha curato la ricostruzione uniformologica), Capitol 1973.
- Garibaldi: the revolutionary and his men, Blanford Press, London 1979

| Controllo di autorità | VIAF (EN) 116077555 · ISNI (EN) 0000 0001 2033 0822 · SBN CFIV036862 · LCCN (EN) n79150989 · GND (DE) 131773011 · BNE (ES) XX1721498 (data) · BNF (FR) cb16660801t (data) · J9U (EN, HE) 987007360088805171 |